# 火攻

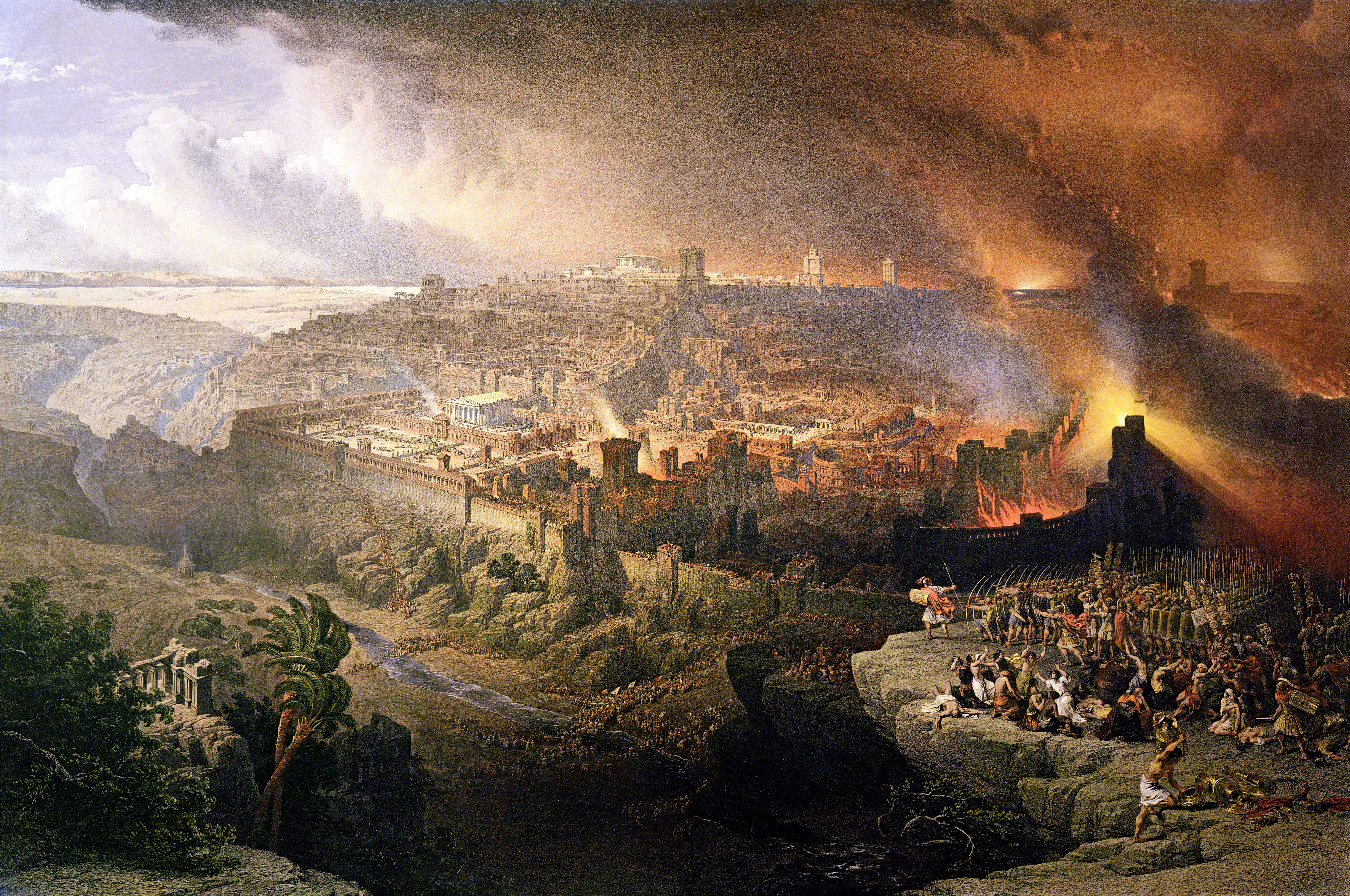
デヴィッド・ロバーツ作。西暦70年のエルサレム攻囲戦を描いた絵画。

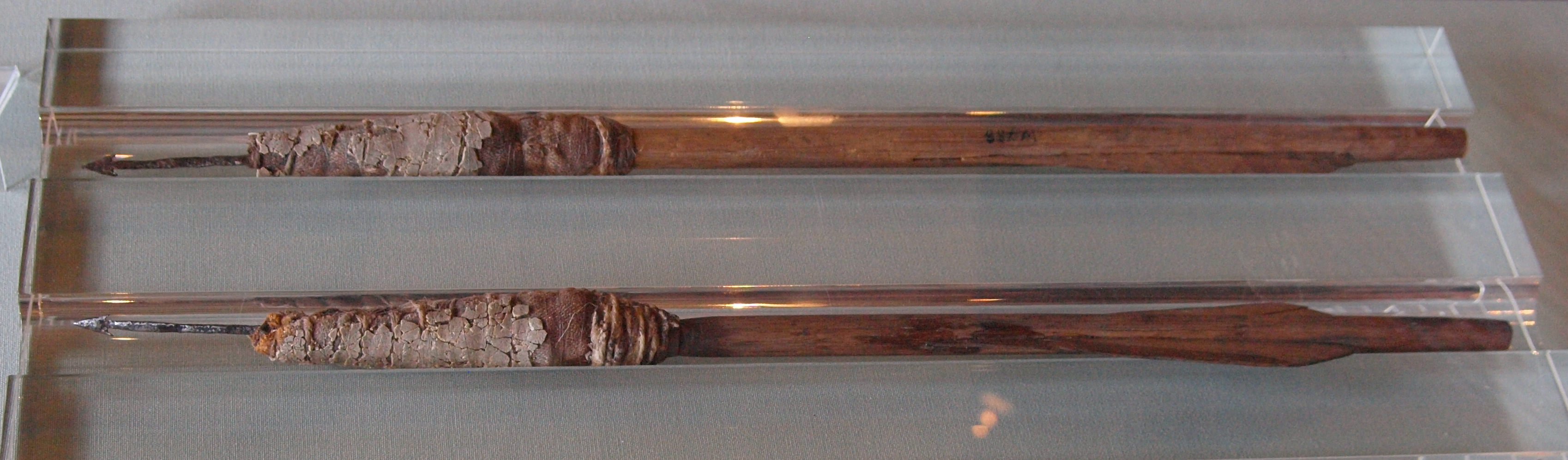
15世紀の火箭

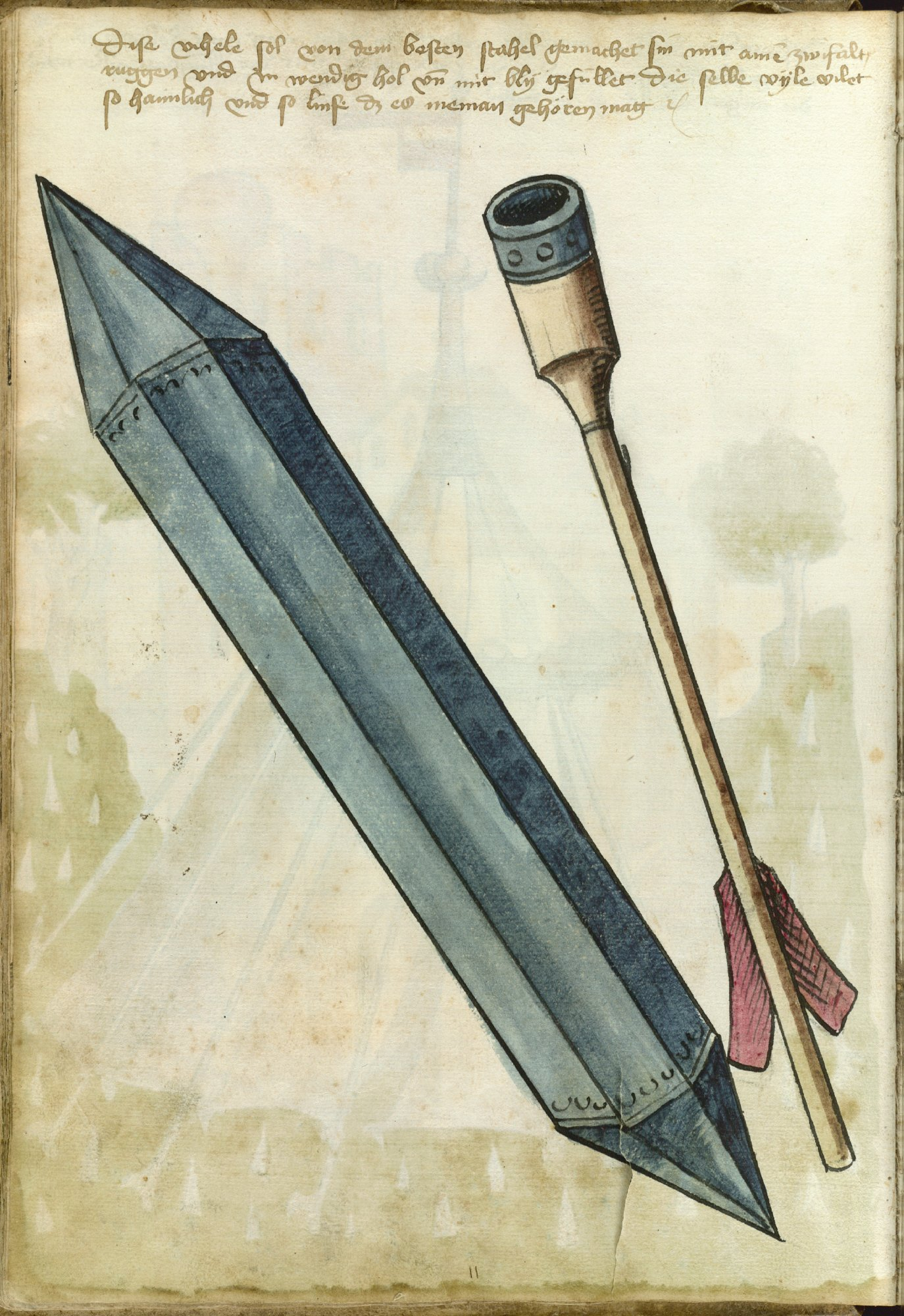
15世紀のドイツの火箭

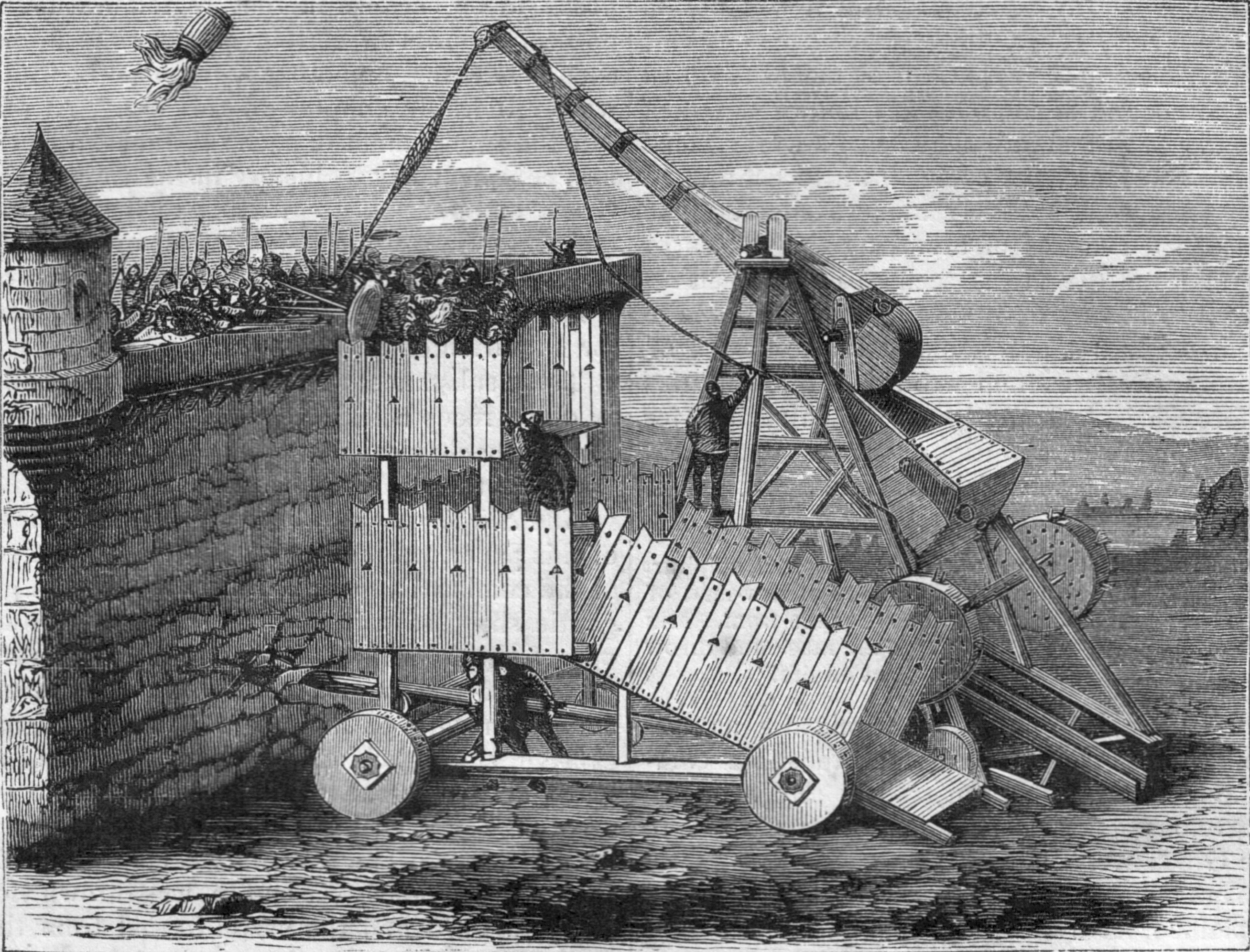
13世紀のファイアカタパルトを解説した版画。

火攻（かこう）とは、火を使って敵を攻めること。何らかの方法で敵陣や敵国の市街地などに火を放ちながら敵を攻めること全般を指す。火攻め、火計（かけい）、焼討ちとも言う。

## 方法
火攻という言葉は、紀元前500年ごろの中国、春秋時代の兵法書『孫子』の火攻編に見ることが出来る。
火矢（火箭）
先端に火をつけた（もしくは先端に火のついた物体を取り付けた）矢を敵陣に撃ち込む。
『日本書紀』の欽明天皇15年12月冬に火箭を使い函山城に城攻めを行った記述がある。
古代ギリシアの歴史家ヘロドトスは、紀元前480年ごろのペルシア戦争でペルシャ人がアテネを攻めるときに鏃に点火したピッチを付けた矢を使用したと記している。
ギリシア火薬
東ローマ帝国で使用された焼夷兵器
火牛の計
火のついた物体を牛に取り付け、その牛を敵陣に突入させる。
紀元前三世紀、中国の斉国将軍である田単が、牛の尾に油にひたした葦を付けて火をつけて敵軍に放って敵を混乱に陥れた。日本では、源平合戦を描いた『源平盛衰記』に木曽義仲が牛の角に松明を付けて放つという描写が書かれる。
火のついた物体を直接投擲
火のついた物体を直接手で敵陣に向けて投げ込む。投擲物に含まれる可燃性・引火性の液体により、火災を発生させる。
紀元前9世紀のアッシリアで作られたレリーフには、油が入った容器や松明を敵に投げつける様子が描かれている。
火船、焼船、焼草船
可燃物を積載し火を付けた船を風下、下流、海流に乗せて敵にぶつける。
赤壁の戦いやアルマダの海戦などで大規模に使用された。
焼夷弾
発火性の薬品（焼夷剤）を詰めた爆弾を投下し、火災を発生させる。
日本本土空襲やベトナム戦争などで大規模に使用された。